# Vacances très mouvementées
 (novembre 2014).
Si vous disposez d'ouvrages ou d'articles de référence ou si vous connaissez des sites web de qualité traitant du thème abordé ici, merci de compléter l'article en donnant les références utiles à sa vérifiabilité et en les liant à la section « Notes et références ».
Pour plus de détails, voir Fiche technique et Distribution.
Vacances très mouvementées ou Tranquille est le fleuve au Québec (The Great Outdoors) est une comédie américaine réalisée par Howard Deutch et produite par John Hughes, sortie en 1988.

## Synopsis
Ripley (John Candy), sa femme et ses deux enfants partent en vacances dans le Wisconsin et tout se passe très bien jusqu'à ce que la visite de son beau-frère Craig (Dan Aykroyd) viennent pourrir ses vacances.

## Fiche technique
- Titre français : Vacances très mouvementées
- Titre québécois : Tranquille le fleuve
- Titre original : The Great Outdoors
- Réalisation : Howard Deutch
- Scénario : John Hughes
- Musique : Thomas Newman
- Photographie : Ric Waite
- Montage : Seth Flaum, William D. Gordean et Tom Rolf
- Production : Arne Schmidt
- Sociétés de production : Hughes Entertainment et Universal Pictures
- Société de distribution : Universal Pictures
- Format : Couleur - Dolby - 35 mm - 1.85:1
- Genre : Comédie
- Durée : 91 minutes
- Public : Tous

## Distribution

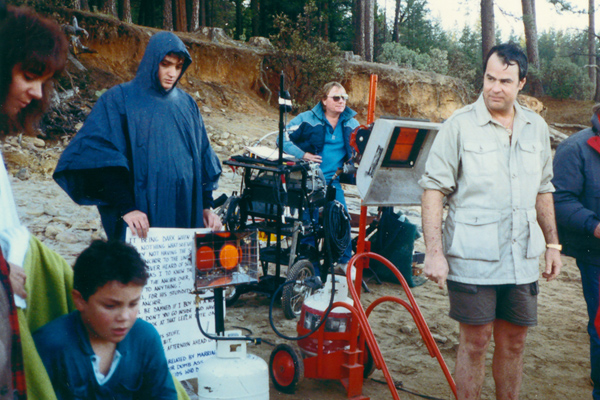
Dan Aykroyd sur le tournage du film, en 1987.

- Dan Aykroyd  (VF : Jean-Pierre Leroux)  : Roman Craig
- John Candy  (VF : Marc de Georgi)  : Chet Ripley
- Stephanie Faracy : Connie Ripley
- Annette Bening : Kate Craig
- Chris Young : Buck Ripley
- Ian Giatti : Ben Ripley
- Lucy Deakins  (VF : Amélie Morin)  : Cammie
- Robert Prosky : Wally
- Hilary Gordon : Cara Craig
- Rebecca Gordon : Mara Craig
- Zoaunne LeRoy : Juanita

## Production

### Lieux de tournage
Le film a été tourné en Californie.